# Религиозный национализм
Религиозный национализм — связь национализма с определённой религиозной верой, догмой и принадлежностью. Эту связь можно разделить на два аспекта: политизация религии и влияние религии на политику.
В первом аспекте общая религия может рассматриваться как способ формирования чувства национального единства, всеобщей связи между гражданами страны. Ещё один политический аспект религии — это поддержка национального самосознания, подобно поддержке общей этнической принадлежности, общего языка или общей культуры. Влияние религии на политику носит скорее идеологический характер, при котором современная трактовка религиозных идей воздействует на политическую жизнь. Например, принимаются законы, чтобы ужесточить соблюдение норм религии.

## Христианство и национализм
Христианские националисты больше сосредоточены на внутренней политике, как например, принятии законов, которые отражают их взгляд на христианство. В США христианский национализм склонен к консерватизму. Характерные радикальные формы религиозного или церковного национализма появлялись в правом спектре политического поля в различных европейских странах, особенно в межвоенный период в первой половине XX века.

### Восточная Европа и Балканы
Религиозный национализм, характеризующийся общей принадлежностью к католичеству или православию (в частности, различным поместным православным церквям), встречается во многих государствах Восточной Европы.
Значительное влияние на югославские войны рубежа XX—XXI веков оказал религиозный национализм противостоявших друг другу католиков-хорватов и православных сербов. После распада Югославии Сербская православная церковь в Черногории вызывала протесты черногорских националистов как символ сербского влияния.
В российско-украинском конфликте на одной из сторон оказалась Украинская православная церковь Московского патриархата (УПЦ МП), подчинённая Русской православной церкви (РПЦ); на другой — Православная церковь Украины (ПЦУ) и Киевский патриархат (КП). Ряд объединений русских националистов (включая «Русское национальное единство», характеризуемое как неофашистские и неонацистское движение), тесно связаны с РПЦ. Партия украинских националистов «Свобода» активно противодействовала РПЦ, вставая на сторону местных церквей.
Польский национализм всегда был тесно связан с католицизмом. Такие группы, как «Национальное Возрождение Польши» используют лозунг «Великая католическая Польша» и бурно протестуют против легализации однополых браков и абортов. Католическое «Радио Мария» нередко обвинялось в приверженности националистическим и антисемитским настроениям.
Одной из самых радикальных форм христианского религиозного национализма стал христославизм — убеждение, что славяне могут быть исключительно христианами, а в случае отказа от этой религии, они славянами быть перестают, например, принявшие ислам боснийцы рассматривались сербами как тюрки. Христославизм использовался в качестве идеологического обоснования преследований боснийцев во время войн в Югославии.

## Ислам и национализм
Согласно теории двух наций, обосновавшей разделение Индии и Пакистана, пакистанский национализм очень тесно связан с исламом и панисламизмом. Ислам считается основой национальной идентичности пакистанцев, а сам Пакистан — мировым центром исламизма. Палестинская вооружённая группировка ХАМАС, правящая в секторе Газа, сочетает палестинский национализм с исламизмом. Ещё одним примером исламского религиозного национализма является тюрко-исламский синтез, характерный для правящей в Турции Партии справедливости и развития, чьей главой является президент Турции Реджеп Тайип Эрдоган. Афганский Талибан сочетает исламизм с пуштунскими национальными традициями.

## Иудаизм и национализм
Религиозный сионизм — это идеология, которая объединяет сионизм и иудаизм. До образования Государства Израиль религиозными сионистами были в основном ортодоксальные евреи, участвовавшие в деятельности сионистов по восстановлению еврейского государства на Земле Израильской. После окончания Шестидневной войны и захвата западного берега реки Иордан (израильское название данной территории — Иудея и Самария) правое течение религиозного сионистского движения объединилось с израильским национализмом и превратилось в неосионизм, чья идеология держится на трех «китах»: Земля Израильская, израильский народ и иудейский закон Торы.

## Индуизм и национализм
Учитывая обширные языковые, религиозные и этнические различия индийского населения, национализм в Индии в целом не выражен как отдельный вид национализма. Индийцы формируют национальное самосознание за счет гражданского и культурного национализма, а также национализма страны третьего мира. Некоторые эксперты высказали мысль о том, что современная форма индуистского национализма, или Хиндутва, была одобрена Индийской народной партией и Союзом добровольных слуг родины, хотя большинство индийцев данное течение не поддерживают.

## Другие религиозные движения и национализм
На Корейском полуострове под влиянием корейских католических миссионеров Чхве Чже У создал движение Тонхак, в котором Западное учение, которое проповедовали миссионеры, подверглось осуждению, и в противоположность ему сформировалось самобытное «Восточное учение». В 1894 году участники движения организовали восстание в провинции Чолладо на юго-западе Кореи. Восстание, которое в итоге было подавлено китайскими и японскими войсками, унесло жизни 300 тыс. человек. Это сравнимо с милленаристским восстанием тайпинов, лидер которого Хун Сюцюань также был вдохновлен католическими миссионерами. Движение Тонхак впоследствии послужило предпосылкой для формировании других религиозных националистических движений в Корее.